# Cézium-aurid
A cézium-aurid (képlete: CsAu) szervetlen sószerű vegyület, melyben szokatlan módon az anion egy fémion, az auridion (Au−). Sztöchiometrikus mennyiségű cézium és arany hevítésekor a két fémessárga folyadék reagál egymással, mely során tiszta termék keletkezik. Ebben a reakcióban az auridion pszeudohalogénként viselkedik. A cézium-aurid folyékony ammóniával alkotott oldata áttetsző barna, az ammóniából kikristályosodott CsAu sárga, a cézium-aurid-ammóniát (CsAu⋅NH3) pedig sötétkék.
Hevesen reagál vízzel, a reakcióban cézium-hidroxid, fémarany és hidrogéngáz keletkezik:
2CsAu + 2H2O → 2CsOH + 2Au↓ + H2↑
Folyékony ammóniában céziumspecifikus ioncserélő gyantával reagáltatva tetrametil-ammónium-auridot lehet előállítani.

## Analóg vegyületek
A cézium-auridhoz hasonlóan a tetrametil-ammónium-, rubídium- és kálium-aurid is létezik, melyekben szintén Au− ion van.

## Fordítás
- Ez a szócikk részben vagy egészben  a   Caesium auride című angol Wikipédia-szócikk ezen változatának fordításán alapul.  Az eredeti cikk szerkesztőit annak laptörténete sorolja fel. Ez a jelzés csupán a megfogalmazás eredetét és a szerzői jogokat jelzi, nem szolgál a cikkben szereplő információk forrásmegjelöléseként.